# Rineloricaria fallax
Rineloricaria fallax (Рінелорікарія плямоспинна) — вид риб з роду Rineloricaria родини Лорікарієві ряду сомоподібні.

## Опис
Загальна довжина сягає 15,7 см (в акваріумі — до 12 см). Голова відносно велика, сплощена зверху. У самиць голова більш вузька. Морда звужена, округла на кінці. У самців на морді присутні щетинки. Губи навколо рота утворюють диск, яким риба чіпляється до поверхні. Тулуб сильно подовжений з тонким та довгим хвостовим стеблом. Грудь широкі і пласка. Спинний і грудні плавці доволі великі. У самців перший промінь грудних плавців має потовщення. Жировий плавець відсутній. Анальний плавець витягнуто донизу. Хвостовий плавець маленький, з довгою та тонкою ниткою на верхній лопаті.
Верхня частина має оливково-сіре забарвлення з плямами шоколадного кольору на гребні спини. Ці плями переходять у кільцеві смуги та візерунок з тонких ліній коричневого кольору, які переплітаються одне з одним. Нижня частина — коричнево-жовта до білого. Плавці прозорі з невеличкими темними плямами. Існують також риби-меланісти.

## Спосіб життя
Воліє прозору воду, насичену киснем. Зустрічається в річках з помірною течією та піщано-гравійним ґрунтом. Утворює невеличкі косяки. Вдень ховається серед корчів та у печерах. Активний у присмерку та вночі. Живиться переважно водоростями, а також дрібними водними організмами.
Статева зрілість настає у 10-12 місяців. Самиця відкладає ікру в укриттях. Про кладку піклується самець, який «обмахує» ікринки своїми плавцями.
Тривалість життя до 8 років.

## Розповсюдження
Мешкає у басейні річки Бранко та нижній частині басейну річки Рупунуні.